# 1884 na Venezuela
Esta é uma cronologia dos principais fatos ocorridos no ano de 1884 na Venezuela.

## Eventos

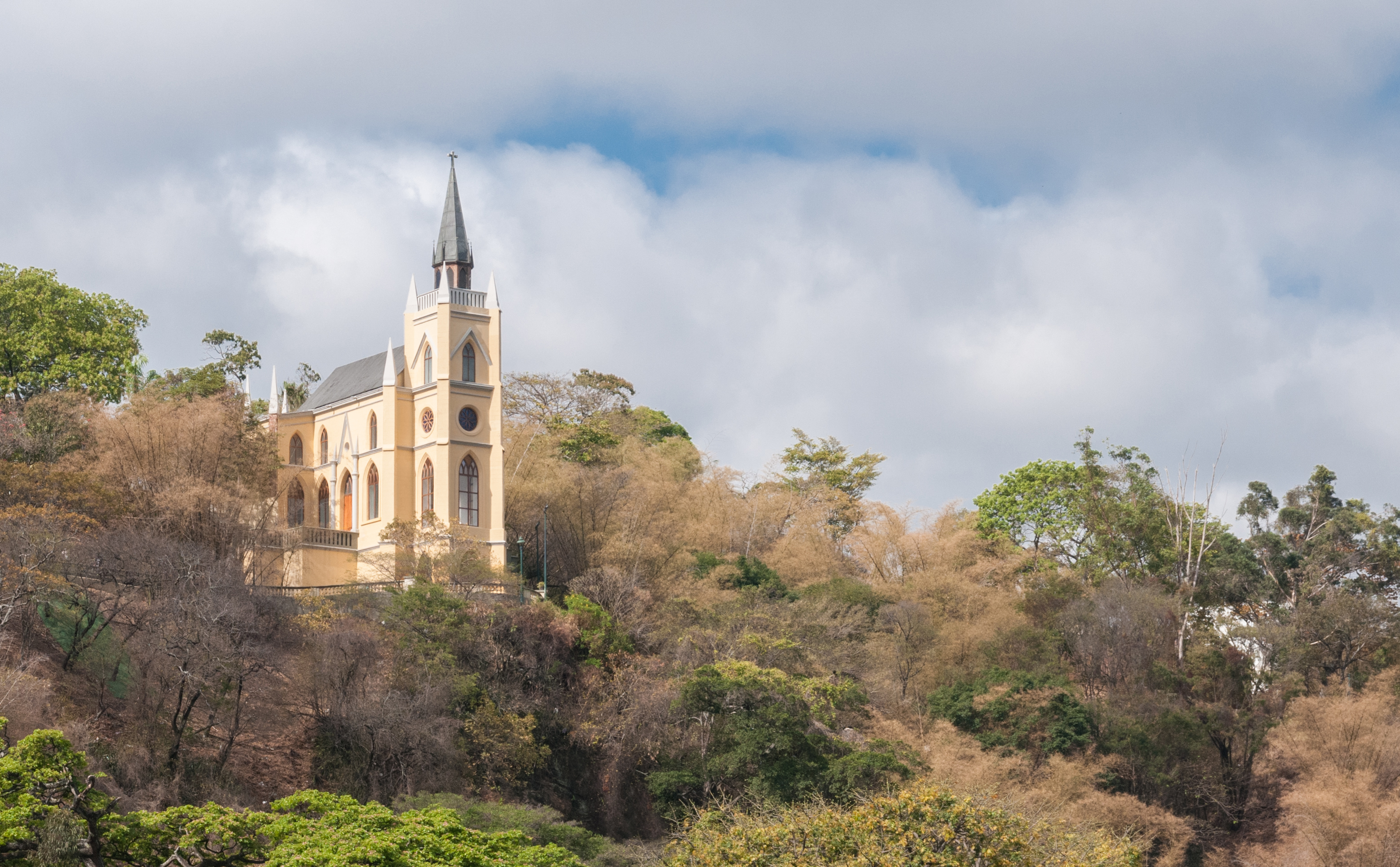
3 de abril: Inauguração da Capela de Nossa Senhora de Lourdes

- 3 de abril – Inaugura-se a Capela de Nossa Senhora de Lourdes em Calvario, Caracas.

## Personalidades

### Nascimentos
- 2 de agosto – Rómulo Gallegos (m. 1969),[1] escritor e o primeiro presidente da Venezuela, eleito por sufrágio universal.
- 8 de setembro – Arturo Santana Pinto (m. 1928), militar, telegrafista e precursor da radiodifusão.
- 18 de outubro – Lucas Manzano (m. 1966), escritor, jornalista, militar, ator e cineasta.
- 22 de novembro – Rafael Monasterios (m. 1961), pintor.